# Foreign White
| Foreign White               | Foreign White                 |
| Foreign White               | Foreign White                 |
| --------------------------- | ----------------------------- |
| Fell-Länge                  | Kurzhaarkatze                 |
| Gewicht                     |                               |
| allgemein anerkannte Farben | Weiß mit kräftig blauen Augen |
| erlaubte Fellzeichnung      | einfarbig                     |
| Liste der Katzenrassen      |                               |

Die Foreign White (auch Weiße Siamkatze oder Orientalisch Kurzhaar Weiß) ist eine Rassekatze, die durch planmäßige Zucht aus der Siamkatze und einfarbig weißen Hauskatzen hervorgegangen ist. Je nach Katzenzuchtverband wird sie als eigenständige Rasse geführt oder entweder zur Siamkatze oder zur Orientalisch Kurzhaar gezählt.

## Aussehen
Die Foreign White ist eine „Siamkatze im weißen Kostüm“. Sie hat einen sehr schlanken und muskulösen Körper, lange Beine und einen langen, in einer Spitze auslaufenden Schwanz. Der Kopf ist keilförmig; das Gesicht und die großen, diagonal stehenden Ohren bilden ein gleichschenkliges Dreieck. Die Augen sind mandelförmig, weit auseinanderliegend und leicht schrägstehend und von kräftig blauer Farbe.

## Charakter
Die Foreign White ist, genau wie andere orientalische Katzenrassen, lebhaft und aufmerksam, intelligent und eigenwillig, aber sehr menschbezogen. Sie ist sehr kommunikativ und äußert sich gern mit ihrer lauten Stimme.

## Geschichte
Der Zuchtplan zur Foreign White wurde in den 1960er Jahren erstellt. Die ersten Foreign White wurden im Jahr 1966 ausgestellt, im Jahr 1977 erlangte die Foreign White die volle Anerkennung beim GCCF.

## Zuchtziel
Weil weiße Katzen mit hellblauen Augen oft unter Taubheit und Sehstörungen leiden, wurde ein Weg gesucht, weiße Katzen mit blauen Augen ohne diese Probleme zu züchten. Die Idee war, die blauen Augen der Siamkatze auf eine weiße Katze mit grünen Augen zu übertragen. Diese Augenfarbe wird nach der englischen Katzenzüchterin Patricia Turner Turner-Blau genannt.

## Genetik
Die Foreign White soll reinerbig für die Farbe schwarz (BB) und Siam-Abzeichen (cscs) sein. Sie soll keine Anlagen für geschlechtsgebundenes Rot oder Scheckung tragen. Nach dem ursprünglichen Zuchtplan war auch Reinerbigkeit für weiß vorgesehen.